# محمد حامد ابونصر
محمد حامد ابونصر (زاده ۲۵ مارس ۱۹۱۳ میلادی – درگذشته ۲۰ ژانویه ۱۹۹۶ میلادی)در شهر منفلوط در استان اسیوط به دنیا آمد. او پس از درگذشت عمر التلمسانی در سال ۱۹۸۶ میلادی به عنوان چهارمین مرشد عام جماعت اخوان المسلمین مصر انتخاب شد.